# Josef Schöffel
Josef Schöffel (29. července 1832 Příbram – 7. února 1910 Mödling) byl rakouský novinář, politik a ochránce přírody, proslulý jako bojovník za uchování Vídeňského lesa.

## Životopis

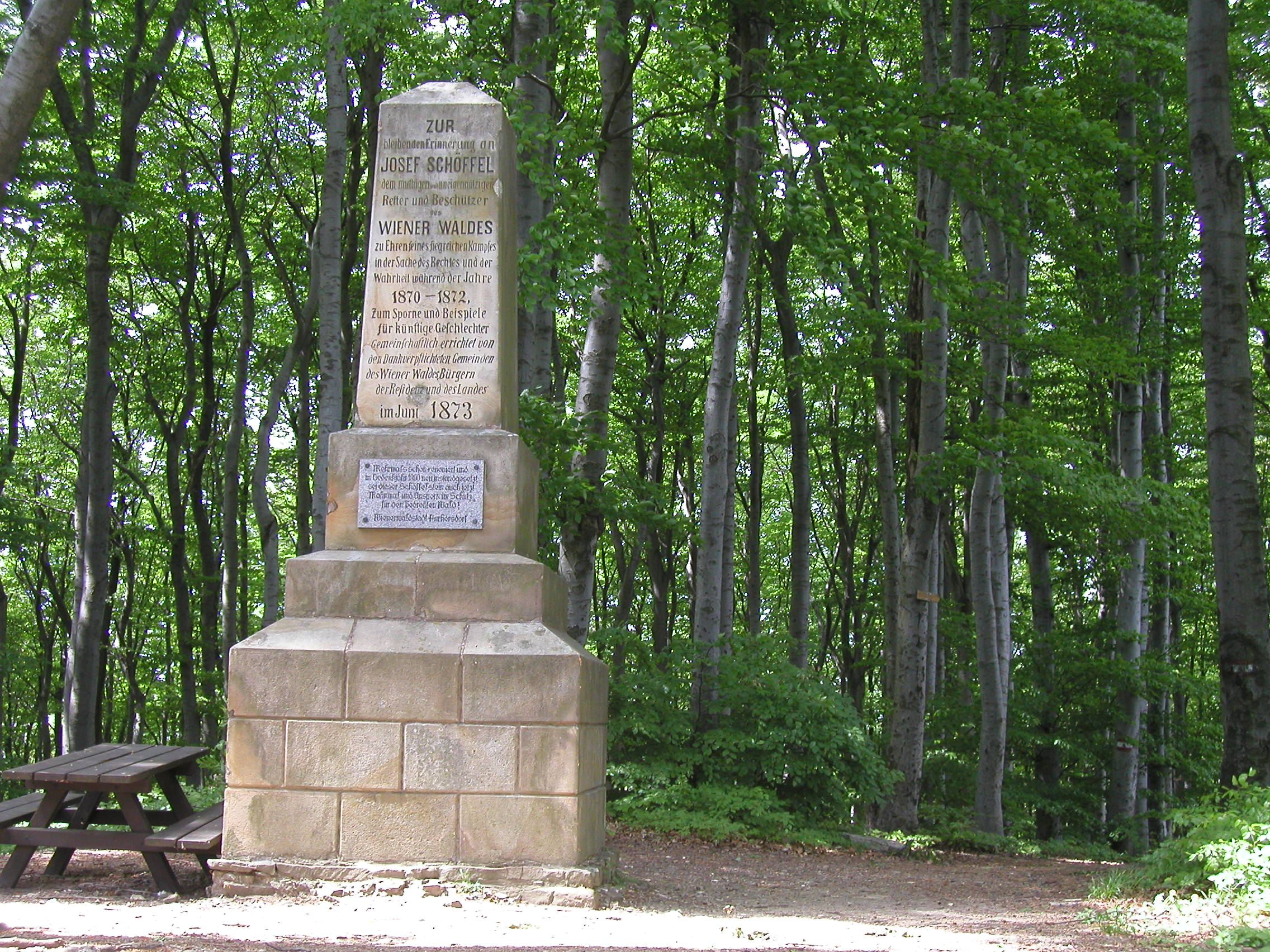
Schöffelův památník ve Vídeňském lese

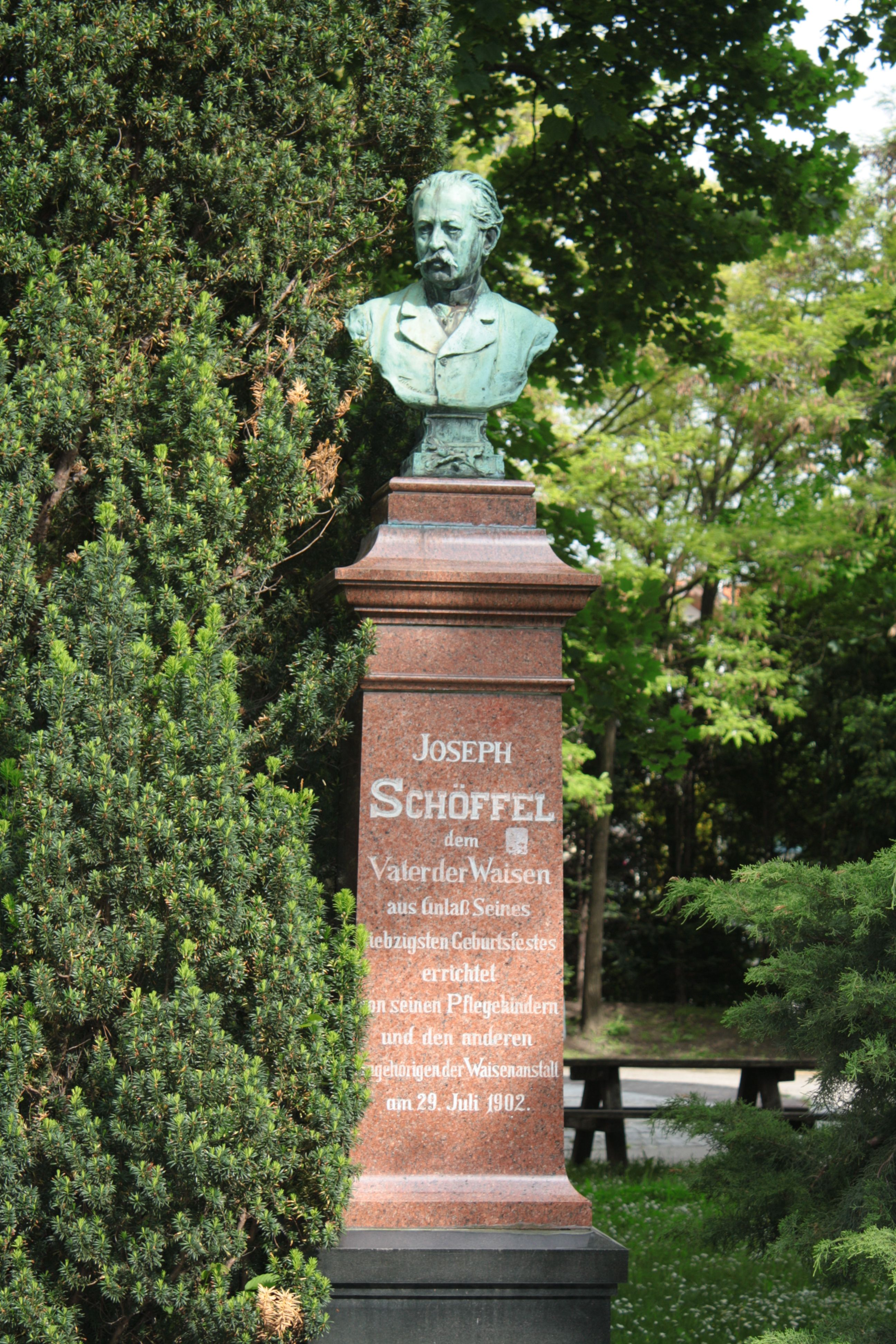
Schöffelův památník v Mödlingu

Pocházel z rodiny báňského úředníka. Jeho bratrem byl Rudolf Schöffel (1839–1916), důlní odborník a chemik. Josef Schöffel vystudoval piaristické gymnázium. Od roku 1849 sloužil v armádě Rakouského císařství, v níž se účastnil tažení v Itálii i Uhersku. Z armády odešel roku 1863 v hodnosti nadporučíka. V letech 1863–1869 pracoval v geologickém ústavu ve Vídni. Angažoval se v odborných sdruženích a navázal kontakty s publicisty a novináři.
V roce 1870 napsal článek do Neues Wiener Tagblatt, v němž odstartoval kampaň proti plánovanému odprodeji Vídeňského lesa, který byl součástí sanace státních financí, ale hrozil vyústit ve vykácení tohoto lesního komplexu a jeho parcelaci. V kampani pokračoval i v následujících letech (rovněž v deníku Deutsche Zeitung), upozorňoval na korupci a špatné hospodaření s Vídeňským lesem. Podařilo se mu docílit jeho záchrany a roku 1873 mu byl u obce Purkersdorf odhalen památník (Schöffelwarte).
V této době spustil i politickou kariéru. Od roku 1872 byl starostou Mödlingu, v roce 1875 povýšeného na město. Zasloužil se o jeho modernizaci a rozvoj (na okraji města vyrostlo předměstí nazývané Schöffelvorstadt). V roce 1882 odmítl opětovnou kandidaturu na starostenský post, ale ještě do roku 1885 zasedal v městské radě.
Aktivní byl ale i ve vysoké politice. V období let 1878–1902 působil coby poslanec Dolnorakouského zemského sněmu, kde navíc v letech 1884–1902 zasedal i v zemském výboru, v němž byl aktivní při rozvoji silniční sítě.
V prvních přímých volbách do Říšské rady roku 1873 získal i mandát v Říšské radě (celostátní zákonodárný sbor Předlitavska), kde reprezentoval kurii venkovských obcí v Dolních Rakousích, obvod Hietzing, Bruck, Schwechat atd. Mandát obhájil ve volbách do Říšské rady roku 1879. Ve sněmovně setrval do konce funkčního období, tedy do roku 1885. Podle jiného zdroje ale byl říšským poslancem jen do roku 1882.
Byl orientován jako německý líberál (tzv. Ústavní strana). V říjnu 1879 je zmiňován na Říšské radě coby člen mladoněmeckého Klubu sjednocené Pokrokové strany (Club der vereinigten Fortschrittspartei). V Říšské radě se profiloval jako centrista a reprezentant zájmů středostavovských voličů. Nadále se soustřeďoval na obhajobu zájmů regionu Vídeňského lesa. Roku 1874 takto zamezil plánu ministerstva zemědělství na vyvlastnění starobylých lesnických domků (Duckhüttler) v tomto lesním komplexu. V roce 1875 zase v Říšské radě upozornil na nebezpečí, které pro rakouské vinařství představuje révokaz.
V roce 1886 byl v Mödlingu díky jeho iniciativě (společně s Josefem Hyrtlem) otevřen moderní sirotčinec, koncipovaný po vzoru kadetních škol a nabízející až 500 míst.

## Dílo
- Die Institutionen der Naturalverpflegsstationen, 1887
- Geschichte der Gründung und Entwicklung der Hyrtlschen Waisenhausstiftung, 1903
- Erinnerung aus meinem Leben, 1905, ISBN 1-279-00138-0

## Galerie

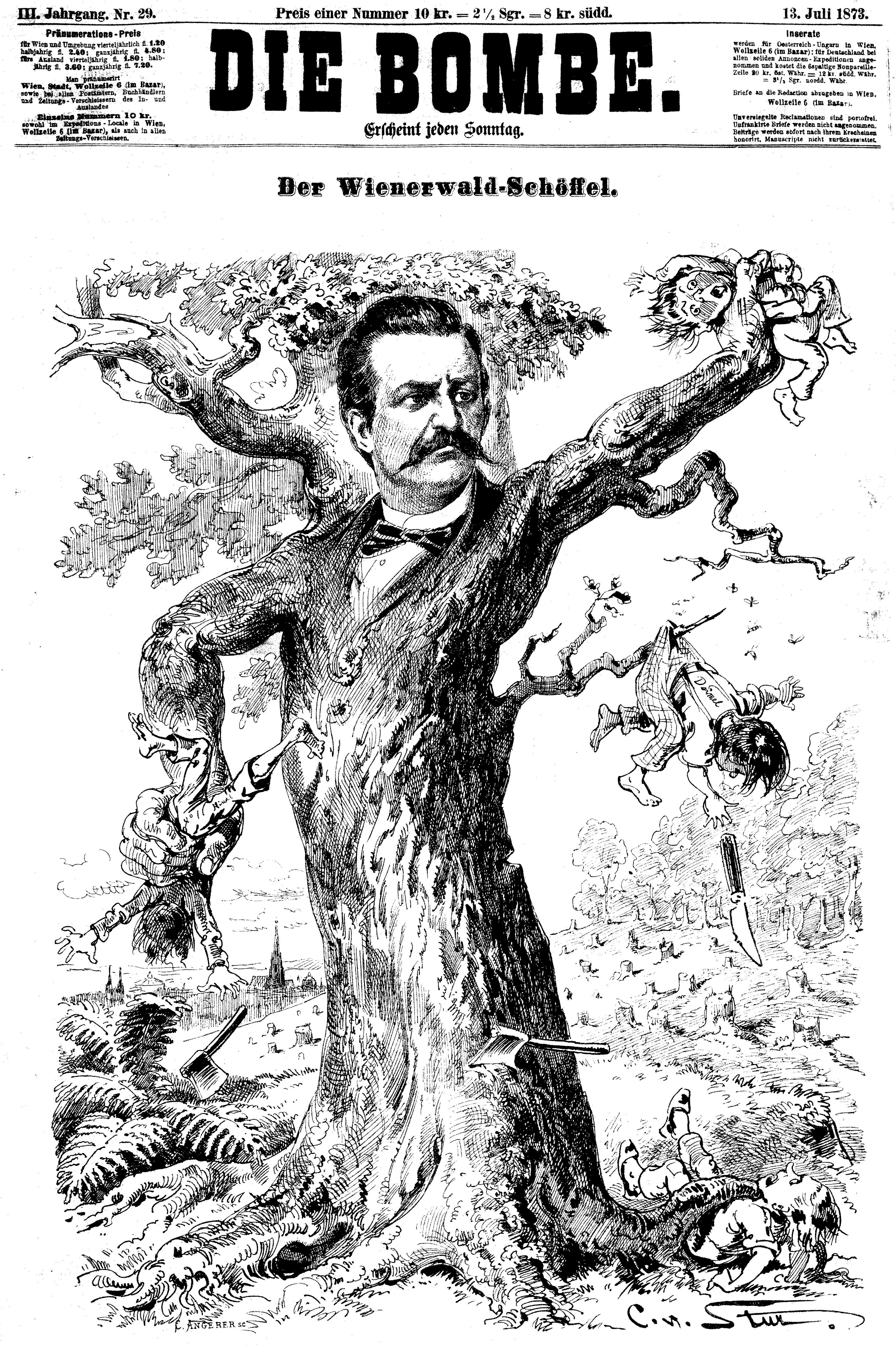
Josef Schöffel v karikatuře z r. 1873
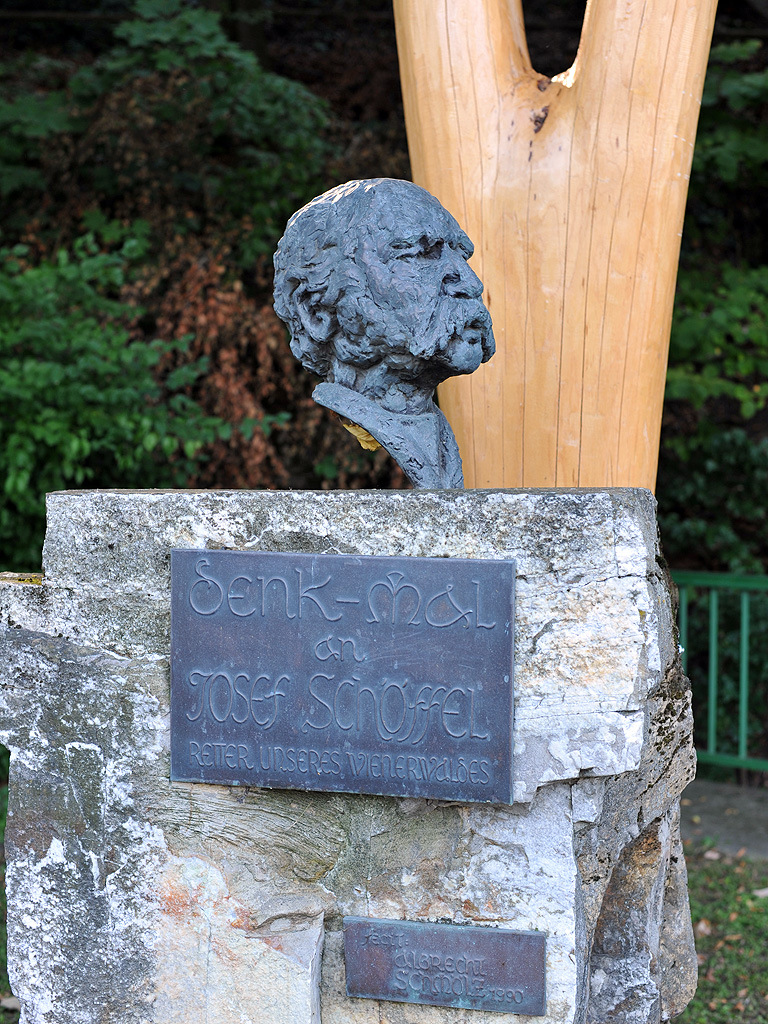
Portrétní hlava Josefa Schöffela vytvořená v roce 1990 Josefem Schöffelem v bronzu, Purkersdorf, Tullerbachstraße / Schöffelgasse
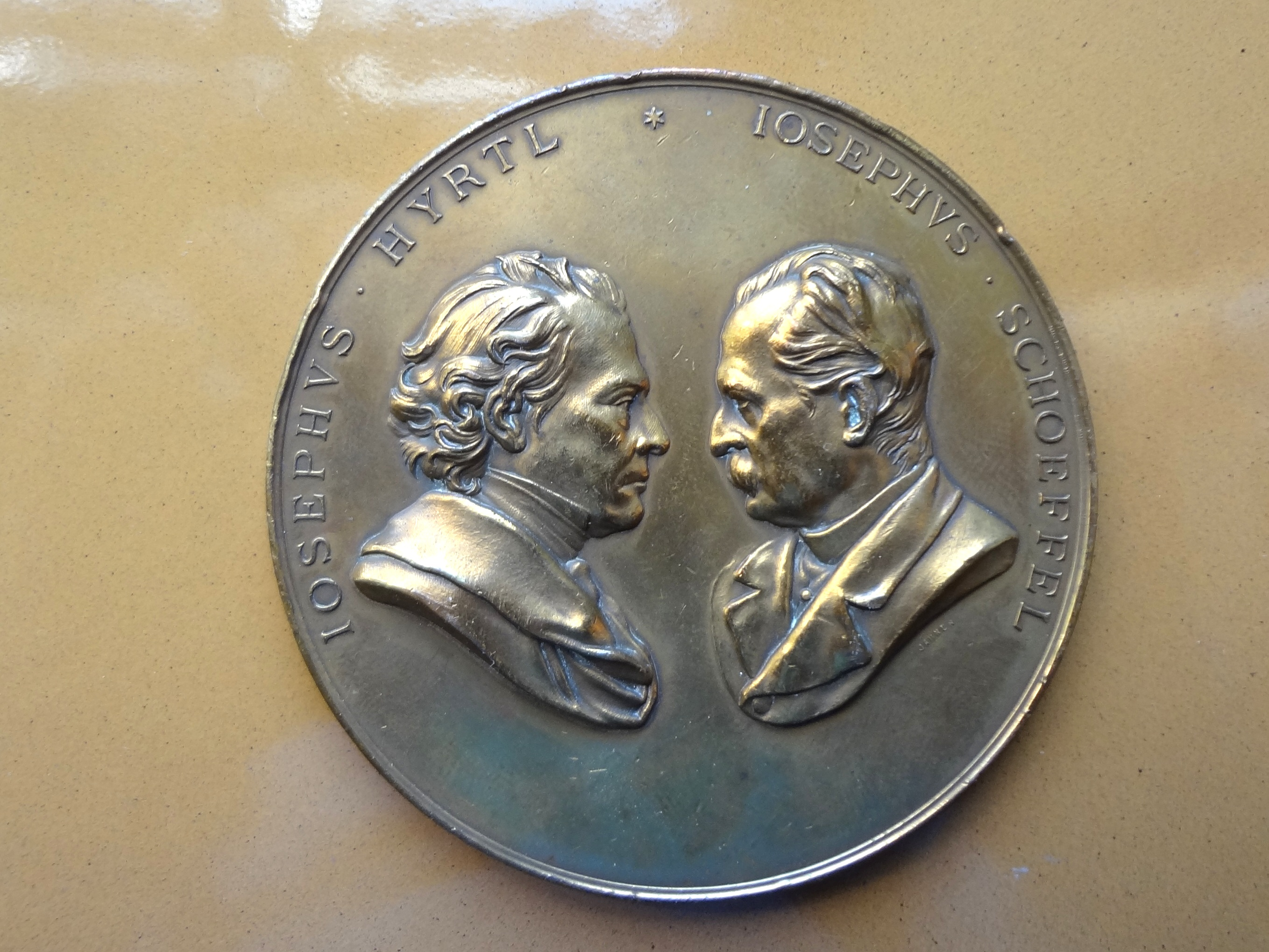
Pamětní medaile Hyrtl-Schöffl z roku 1891